# أيم
الأيْم أو الأيِّم أو الأيْن أو الجان أو الأرقم البنّيّ؛ حية طويلة دقيقة ربداء، أو تميل إلى الصفرة، مرقّطة الجانبين بيضاء البطن، أو هي منقّطة بالسواد، ولها خط أسود تحت كل من عينيها وآخر بين العين وجانب الفم.

## الموائل
- القوقاز والشاطئ الشرقي لبحر قزوين إلى الشرق من شرق كازاخستان.
- اليونان (جزيرة كوس) وتركيا والعراق وإيران وأفغانستان وباكستان والأردن.
- سوريا وفلسطين وغرب منغوليا وشمال غرب الصين (سنجان).
- أرمينيا وجورجيا وأذربيجان وتركمانستان وأوزبكستان وطاجيكستان.